# Qatar Telecom German Open 2008
German Open 2008 - жіночий тенісний турнір, що проходив на відкритих кортах з ґрунтовим покриттям Rot-Weiss Tennis Club у Берліні (Німеччина). Належав до турнірів 1-ї категорії. Тривав з 5 до 11 травня 2008 року. Сукупний призовий фонд турніру становив US$1,300,000.

## Переможниці та фіналістки

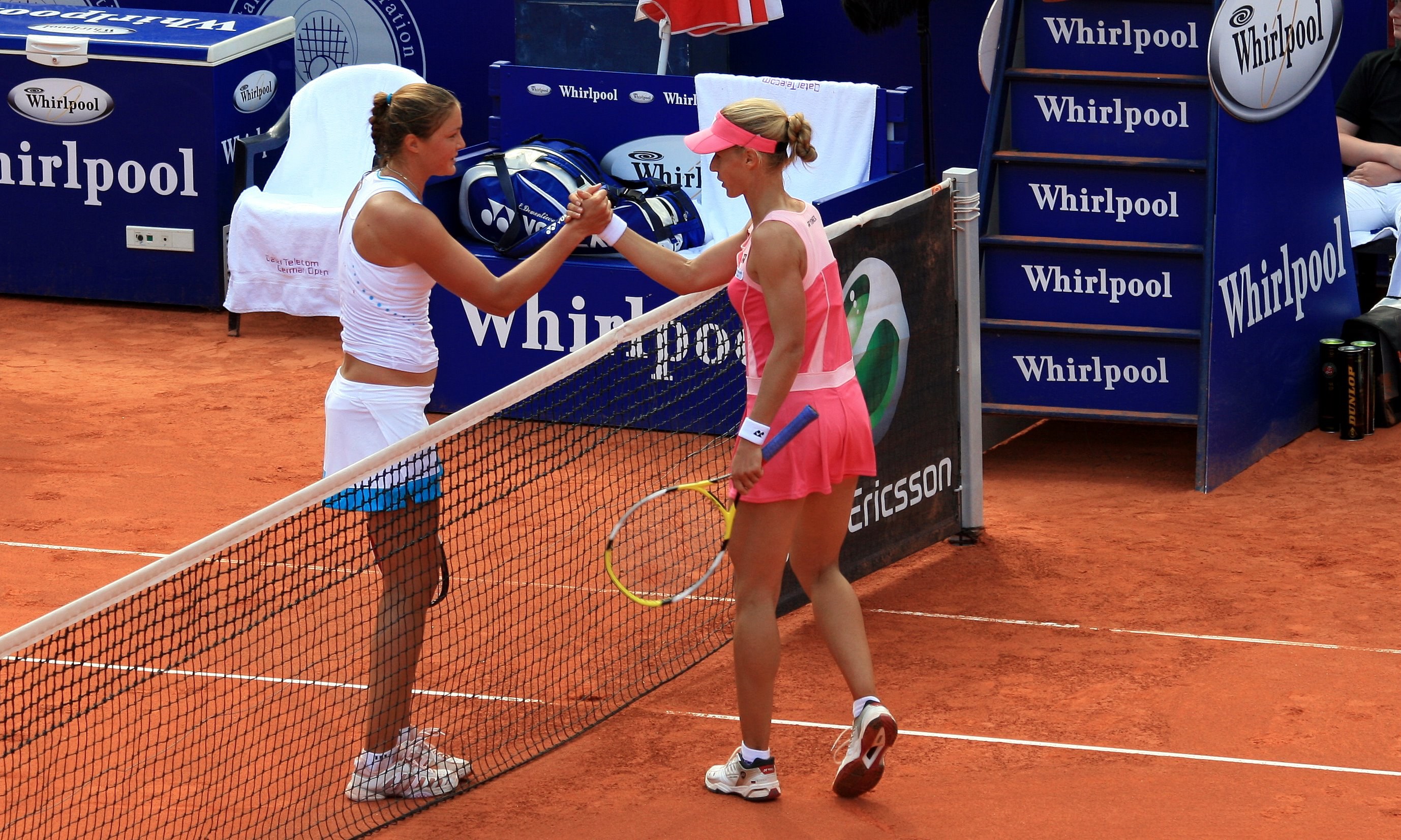
Дінара Сафіна і Олена Дементьєва тиснуть руки після фіналу.

### Одиночний розряд
Дінара Сафіна —  Олена Дементьєва, 3–6, 6–2, 6–2
- Для Сафіної це був перший титул за сезон і 6-й — за кар'єру.

### Парний розряд
Кара Блек /  Лізель Губер —  Нурія Льягостера Вівес /  Марія Хосе Мартінес Санчес, 3–6, 6–2, [10–2]

## Призові гроші й очки
Сукупний призовий фонд: $1,300,000
| Раунд       | Одиночний розряд  | Одиночний розряд    | Парний розряд     | Парний розряд       |
| Раунд       | Призові гроші ($) | Рейтингові очки WTA | Призові гроші ($) | Рейтингові очки WTA |
| ----------- | ----------------- | ------------------- | ----------------- | ------------------- |
| Перемога    | 196,900           | 430                 | 59,000            | 430                 |
| фінал       | 100,000           | 300                 | 30,000            | 300                 |
| півфінал    | 51,000            | 195                 | 15,351            | 195                 |
| Чвертьфінал | 26,050            | 110                 | 7,800             | 110                 |
| 1/8         | 13,285            | 60                  | 3,980             | 60                  |
| 1/16        | 6,775             | 35                  | 2,030             | 1                   |
| 1/32        | 3,455             | 1                   | -                 | -                   |

## Галерея

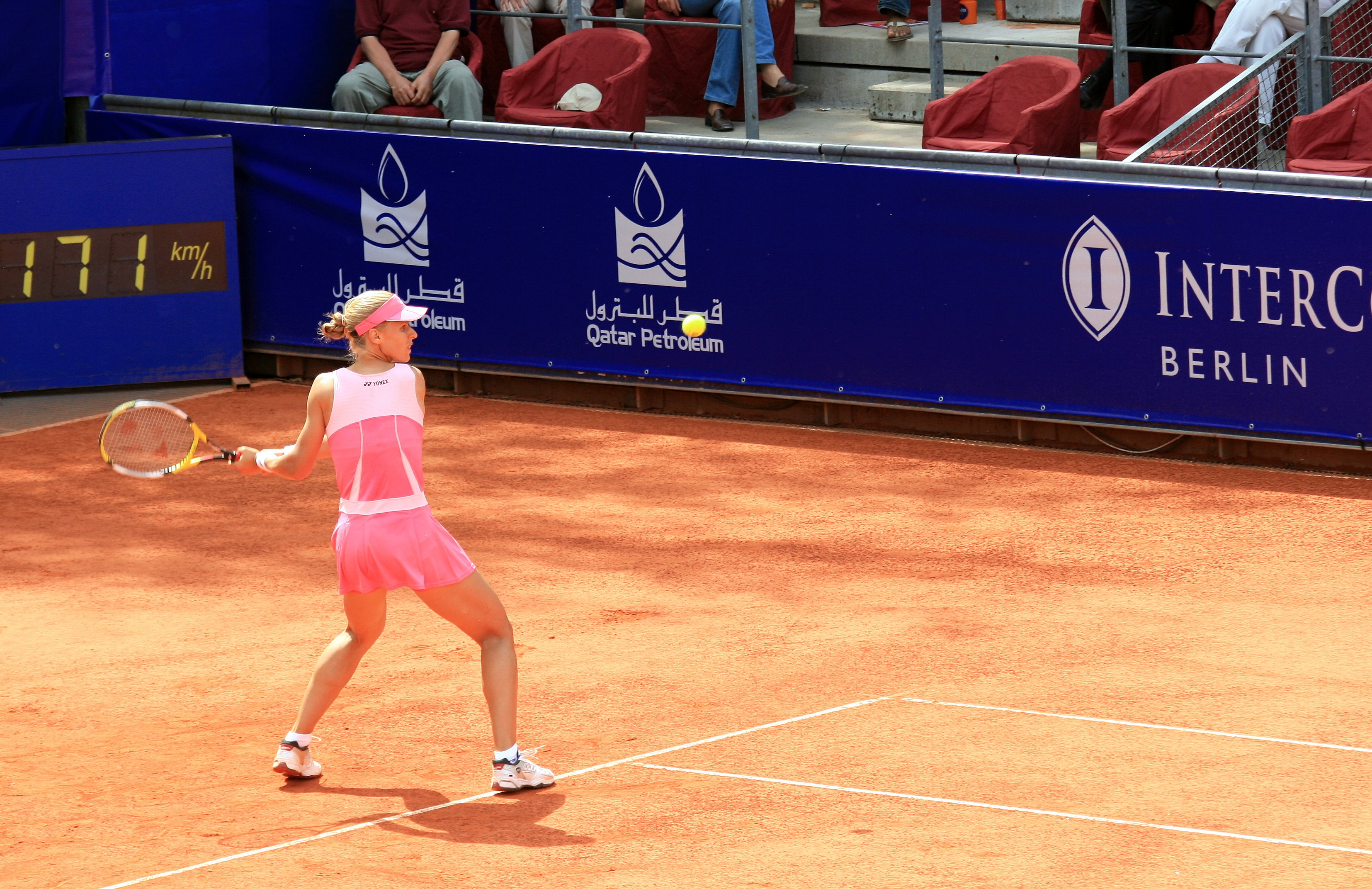
Олена Дементьєва виконує бекхенд.
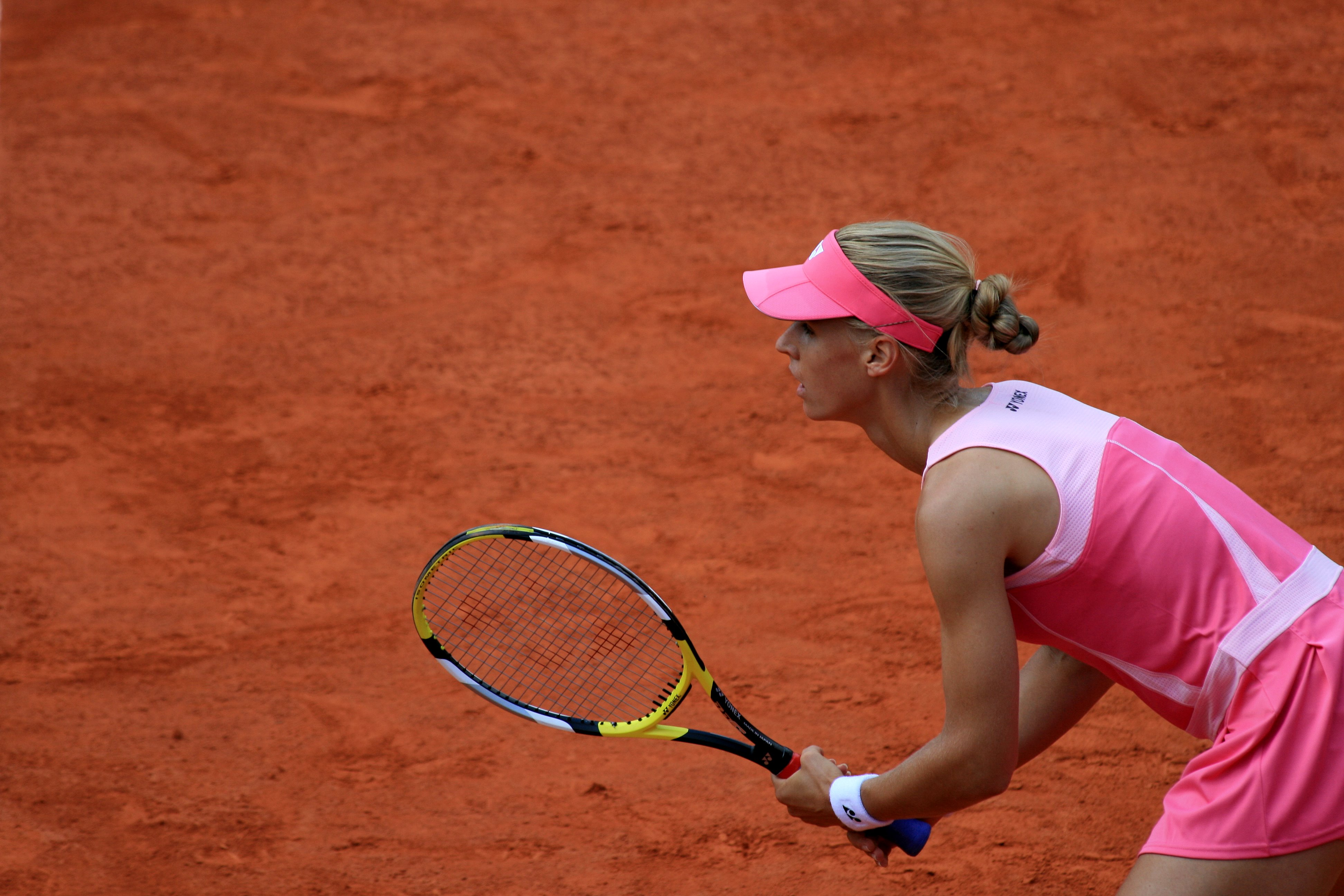
Олена Дементьєва збирається приймати подачу.